# 추격자 (1964년 영화)
"추격자"는 1964년에 공개된 대한민국의 영화이다.

## 배역
- 최무룡
- 김지미
- 장동휘
- 박노식
- 이대엽
- 구봉서
- 추석양
- 독고성
- 장혁
- 최성
- 이해룡